# 완귀비 진씨
완귀비 진씨 (婉貴妃 陳氏, 1716년 2월 1일 ~ 1807년 3월 10일)는 진연장의 딸이자 건륭제의 귀비이다.

## 어린 시절
옹정 연간, 옹정제로부터 건륭제가 잠저에 있을 때부터 있었으며, 격격의 위치였다. 「친정은 진씨이며, 한인출신이다.」라는 기록으로 보아, 한군기나 포의 출신이 아닌 민인출신으로 남방관료에 가야할 여자였다.
건륭제가 즉위한 후, 진씨는 해격격과 함께 상재로 봉해져 진상재라고 불렸다. 건륭 2년 (1737년) 5월 12일, 진상재는 해상재와 마찬가지로 귀인에 진봉되었고, 진귀인이라고 불렸다.
건륭 13년 (1748년) 7월, 건륭제는 한귀비 나라씨를 황귀비로 책봉하고 황후로 세우려했다. 이에 가비와 진귀인 등 네 사람이 함께 한 계급 진봉되었다.
건륭 13년 9월, 내각 전적청이 진씨를 위해 빈으로 봉할 때, 「완(婉), 손(巽), 영(穎)」 이 세글자 중, 건륭제는 완(婉)를 택해서, 진귀인에서 완빈으로 진봉되었다.
건륭 14년 (1749년) 4월에 완빈 책봉례를 치루었다.

## 후기 생애
진씨는 빈의 자리에 있었지만 실질적으로는 귀인의 대접을 받았고, 진씨의 생일에는 평소대로 맞추어졌다. 건륭 20년 12월 20일은 완빈의 40세 생일이었지만, 이렇다할 상을 받았다는 기록이 없다.
건륭 30년 12월 20일, 완빈의 50세 생일이 되어서야 내무부에서는 귀인보다 약간 높은 예로 은 2백냥을 주었다. 이후, 건륭제는 이 날이 진씨의 50세 생일이라는 점에서 의미가 남다르다는 점을 고려해 은 3백냥과 경수품을 올리도록 명했다. 진씨는 70대가 되어서야 빈의 대접을 받았다.
건륭 연간, 완빈의 대궁녀는 소궁녀과 갈등을 겪었다. 청나라 궁궐에서는 후궁안의 정자는 수령태감이 자물쇠를 채우고, 저녁 7시에 잠그고, 아침 5시에 여는 규칙이 있었다. 어린 궁녀는 정자의 자물쇠를 열었고, 완빈이 일어나기도 전에 우물에 뛰어들어 스스로 목숨을 끊는 일이 있었다. 다른 궁녀와 태감들은 바삐 움직이고 있었기 때문에 아무도 그 궁녀가 사라진 것을 알지 못하였다.
건륭 59년 (1794년), 40여년간 빈의 지위에 있던 진씨가 완빈으로 진봉하였다.
가경 6년 (1801년) 정월, 완빈에서 완귀태비로 봉하였다. 가경제는 진씨를 완태비 모비(母妃)라 하였다. "예전에 완귀태비가 건륭제의 잠저에 있을 때부터 건륭제를 모셨기 때문에 진씨를 받을어 귀비로 봉하고, 지금은 수강궁이 그 다음 자리에 있으며, 나이 86이며, 강건이화(康健颐和), 의숭(宜崇)의 위호를 받는 신경례를 하면서 완귀태비로 추앙아야한다. 모든 일을 적절하게 처리해야 하며, 각 관아에서 관례대로 예비하여 4월 15일에 거행해야한다"고 말했다. 가경 6년 2월, 정월의 문서에서 공부 사원이 대두 제도에 따르지 않고 '귀태비'로 두 계급 올렸다. 이로 인해 상서 임녕과 좌시랑 영화, 낭중 영조 등은 모두 급여를 삭감받는 처분을 받았다.
가경 12년 (1807년) 2월 2일, 92세의 나이로 사망하였다. 건륭제의 후궁들 중에서는 가장 오래 살았다. 가경 12년 11월 3일, 금관은 청동릉의 유릉비원침에 묻혔다. 《餵馬檔》의 기록에 따르면 악귀인 서림각라씨가 완귀비 진씨 사후, 청동릉으로 옮겨질 진씨를 정안장에 직접 찾아가 배웅했다는 기록이 있다. 둘의 관계는 알려지지 않았다.

## 완귀비가 나온 영상매체
| 년도 | 제목     | 배우   | 극중 이름 | 극중 호칭                       |
| ---- | -------- | ------ | --------- | ------------------------------- |
| 2014 | 건륭전기 | 류사사 | 진씨      | 완비                            |
| 2018 | 연희공략 | 류로   | 진씨      | 완귀인 → 완빈                   |
| 2018 | 여의전   | 조희문 | 진완인    | 완답응 → 완상재 → 완귀인 → 완빈 |

## 같이 보기
- 입팔분공